# Dargun
Dargun – miasto w północno-wschodnich Niemczech, w kraju związkowym Meklemburgia-Pomorze Przednie, w powiecie Mecklenburgische Seenplatte. Około 5 tys. mieszkańców.
Miasto związane jest umową partnerską w Polsce z gminą Karlino w powiecie białogardzkim, województwie zachodniopomorskim.
Na północny zachód od miejscowości zachowane ślady po grodzisku słowiańskim.

## Toponimia
Nazwa pochodzenia słowiańskiego, od połabskiego imienia *Dargun; w nazwie niemieckiej nie zachowało się pierwotne zmiękczenie końcówki *Dargunj, sygnalizujące formę odosobową. Na język polski nazwa miasta tłumaczona jest jako Darguń.